# Alfred Mahy
Pour les articles homonymes, voir Alfred et Mahy.
Alfred-Frédéric Mahy, né à Schaerbeek le 4 juillet 1883 et décédé à Bruxelles le 7 juillet 1964, est un compositeur, professeur de musique et chef d'orchestre belge.
Alfred Mahy était le quatrième enfant d'Henri Désiré Théophile Mahy et de Marie-Joséphine Wagemans.

## Biographie
Alfred Mahy étudia la musique au Conservatoire royal de Bruxelles entre autres chez Paul Gilson et Alphonse Mailly. Après avoir obtenu le diplôme de chef de musique militaire en 1907, il devint chef d'orchestre auprès de différents corps de musique militaire notamment le Corps de musique du 1er Régiment des Carabiniers. Plus tard il fut chef d'orchestre d'honneur de cette chapelle musicale.
Alfred Mahy devint ensuite professeur d'harmonie au Conservatoire royal de Liège et au Conservatoire royal de Bruxelles. Parmi ses élèves figurent la soprano française Martha Angelici (1907-1973), la mezzo-soprano belge Yetty Martens (1915-2004) et le chef d'orchestre belge Arthur Heldenberg.
De 1925 à 1951 Alfred Mahy fut directeur de l'Académie de musique de Schaerbeek (l'Académie intercommunale de musique et des arts de la parole de Saint-Josse-ten-Noode, Schaerbeek).
Il fut actif également pour la musique amateur comme chef d'orchestre de la Fanfare royale Sainte-Cécile (Londerzeel) et de la Fanfare ouvrière l'Avenir (Frameries).
En tant que compositeur il écrivit des œuvres pour des orchestres de fanfare et d'harmonie.

## Compositions

### Œuvres pour orchestres de fanfare et d'harmonie
- Cérès, ouverture
- Cortège héroïque
- Gavotte directoire
- Le Royal Vainqueur
- Marche pour le 1er Régiment de Carabiniers Cyclistes , surnommé "Les Diables Noirs"
- Marche du 7e Régiment de Ligne Belge
- Marche du 11e Régiment de Ligne
- Orestes, ouverture

### Musique de chambre
- Cantilène, pour saxophone alto et piano
- Pièce Romantique, pour cuivres et piano

## Source
- (nl) Cet article est partiellement ou en totalité issu de l’article de Wikipédia en néerlandais intitulé « Alfred Mahy » (voir la liste des auteurs).